# Kubanski (Ust-Labinsk)
Kubanski (del ruso: Кубанский) es un jútor del raión de Ust-Labinsk del krai de Krasnodar, en el sur de Rusia. Está situado en la orilla izquierda del río Kubán, a continuación de la desembocadura del Mali Zelenchuk, 5 km al este de Ust-Labinsk y 59 km al nordeste de Krasnodar, la capital del krai. Tenía 147 habitantes en 2010.
Pertenece al municipio Nekrásovskoye.